# Hàm Đức
Hàm Đức là một xã thuộc huyện Hàm Thuận Bắc, tỉnh Bình Thuận, Việt Nam.
Xã Hàm Đức có diện tích 56,77 km², dân số năm 1999 là 17.921 người, mật độ dân số đạt 316 người/km².